# إنريكي كارينيو
إنريكي كارينيو (بالإسبانية: Enrique Carreño)‏ (27 نوفمبر 1986 في إسبانيا - ) هو لاعب كرة قدم إسباني في مركز الهجوم. شارك مع منتخب إسبانيا تحت 19 سنة لكرة القدم. أما مع النوادي، فقد لعب مع إشبيلية أتلتيكو ونادي أكاديميكا كويمبرا ونادي ألكوركون ونادي أوسبيتاليت ونادي إشبيلية ونادي بطليوس ونادي ديوسجوري ونادي غيخيليو وHuracán Valencia CF ‏ وDeportivo Aragón ‏ ونادي كاسيرينو ونادي ديبورتيفو الكالا.

## وصلات خارجية
- إنريكي كارينيو على موقع قاعدة بيانات كرة القدم.إي يو (الإنجليزية)
- إنريكي كارينيو على موقع Soccerway.com (الإنجليزية)